# Dolní Skrýchov
Dolní Skrýchov (německy Unter Grieschau) je vesnice, část města Jindřichův Hradec v okrese Jindřichův Hradec v Jihočeském kraji. Nachází se asi dva kilometry severovýchodně od Jindřichova Hradce. Prochází tudy železniční trať Havlíčkův Brod – Veselí nad Lužnicí ve splítce s úzkorozchodnými tratěmi do Nové Bystřice a Obrataně (přičemž poslední z nich se zde odděluje na odbočce), žádná z nich tu však nemá zastávku. Dolní Skrýchov je také název katastrálního území o rozloze 1,95 km².

## Historie
První písemná zmínka o vesnici pochází z roku 1384.

## Obyvatelstvo
| Rok            | 1869 | 1880 | 1890 | 1900 | 1910 | 1921 | 1930 | 1950 | 1961 | 1970 | 1980 | 1991 | 2001 | 2011 | 2021 |
| -------------- | ---- | ---- | ---- | ---- | ---- | ---- | ---- | ---- | ---- | ---- | ---- | ---- | ---- | ---- | ---- |
| Počet obyvatel | 195  | 200  | 221  | 217  | 268  | 251  | 292  | 175  | 245  | 180  | 152  | 231  | 270  | 273  | 252  |
| Počet domů     | 18   | 22   | 24   | 23   | 25   | 27   | 35   | 35   | 44   | 40   | 42   | 68   | 79   | 86   | 89   |

## Obecní správa
Při sčítání lidu v letech 1869–1980 Dolní Skrýchov byl samostatnou obcí v okrese Jindřichův Hradec. Od 1. dubna 1980 je částí města Jindřichův Hradec ve stejnojmenném okrese.